# 護国寺 (富山県朝日町)
護国寺（ごこくじ、護國寺）は、富山県下新川郡朝日町に所在する真言宗の寺院。仁王山。北陸三十三ヵ所観音霊場第33番、北陸三十六不動霊場 第23番。

## 概要
809年（大同4年）に空海によって創建されたと伝えられるが、これを示す史料は無く、魚津市の千光寺の法流を組む僧侶によって創建されたのではないかと言われる。寺伝によれば、1382年（永徳2年）に京都の東寺の塔頭、法輪院の蒙寛上人の手で再興された。
『越中志徴』では、1577年（天正5年）に再興したとしている。寛永年間には護摩谷から現在地へ移転した。1834年（天保5年）の出火により本堂、五大力堂、寺宝の全てを焼失したが、五大明王は難を逃れた。その後、小川山光学坊から清鉄和尚を迎え、十数年かけて堂宇が再建された。
1949年（昭和24年）11月27日、五大力堂から出火し、五大力堂、本堂、庫裏を焼失した。五大力堂から出火したため五大明王が焼失したが、その他の仏像、荘厳品は持ち出された。1951年（昭和26年）1月16日に本堂が再建され、1955年（昭和30年）、富山県東礪波郡井波町（現・南砺市）の彫刻家・横山一夢の手で京都大覚寺の五大明王像を模した像が制作され、1966年（昭和41年）11月、五大力堂が再建された。
境内には如意輪観音石像（1756年〔宝暦6年〕）、常夜灯石灯籠（1対、1766年〔明和3年〕、1基、1849年〔嘉永2年〕）、五大力堂前の手洗鉢（嘉永年間）、光明真言供養塔（1基、1853年〔嘉永6年〕）など石像物があり、1978年（昭和53年）には境地区西の墓地にあった長谷川地蔵を移転・安置した。

## 庭園
庭園には、四国八十八ヶ所、西国三十三ヶ所のお砂踏霊場が作られ、お庭を巡りながら参拝や石仏めぐりが出来る。花の名所でもあり、4月はシャクナゲ、5月はツツジ、6月はサツキを楽しめる。特にシャクナゲは500本が4月下旬～5月上旬に見頃を迎えることから『シャクナゲ寺』との愛称で呼ばれている。

## アクセス
- E8北陸自動車道朝日インターチェンジから車で11分[3]。
- あいの風とやま鉄道線越中宮崎駅から徒歩30分、車で4分[3]。